# Василевич, Георгий Николаевич
Георгий Николаевич Василевич (род. 1961) ― директор музея-заповедника «Михайловское» (с 1994), лауреат государственной премии РФ (2002), заслуженный работник культуры Российской Федерации (2015).

## Биография
Родился в Минске в 1961 году. Окончил Белорусский государственный университет по специальности политэкономия (1983) и аспирантуру Белорусского государственного института народного хозяйства по той же специальности.
Преподавал в Белорусском политехническом институте (1983―1994). Работает директором Государственного музея-заповедника А. С. Пушкина «Михайловское» (с 1994). 

## Награды
- Орден Дружбы (14 ноября 2022 года) — за большой вклад в развитие отечественной культуры и искусства, многолетнюю плодотворную деятельность[4][5].
- Медаль Франциска Скорины (25 октября 2021 года, Белоруссия) — за значительный личный вклад в укрепление и развитие международных культурных связей[6][7].
- Заслуженный работник культуры Российской Федерации (22 августа 2015 года) — за заслуги в развитии отечественной культуры и искусства, средств массовой информации и многолетнюю плодотворную деятельность[8].
- Государственная премия Российской Федерации в области литературы и искусства 2001 года (10 июня 2002 года) — за развитие лучших традиций музейного дела в Государственном мемориальном историко-литературном и природно-ландшафтном музее-заповеднике А. С. Пушкина «Михайловское» [9].
- Орден Михаила Ломоносова с лентой (2007 год)[10].